# Ploemel
Ploemel är en kommun i departementet Morbihan i regionen Bretagne i nordvästra Frankrike. Kommunen ligger i kantonen Belz som tillhör arrondissementet Lorient. År 2022 hade Ploemel 3 109 invånare.

## Befolkningsutveckling
Antalet invånare i kommunen Ploemel
| Referens: INSEE |